# Angelstad
Angelstad – miejscowość (tätort) w Szwecji, w regionie administracyjnym (län) Kronoberg, w gminie Ljungby.
Według danych Szwedzkiego Urzędu Statystycznego liczba ludności wyniosła: 247 (31 grudnia 2015), 255 (31 grudnia 2018) i 253 (31 grudnia 2019).